# Dudu (Ilfov megye)
Dudu falu Ilfov megyében, Munténiában, Romániában. Közigazgatásilag Chiajna község irányítása alá tartozik. 

## Fekvése
A megye nyugati részén található, a megyeszékhelytől, Bukaresttől, tizenegy kilométerre északnyugatra, a községközponttól, Chiajna-tól pedig két kilométerre délkeletre.

## Lakossága
| Nemzetiségek | 2002 | 2002   |
| ------------ | ---- | ------ |
| Románok      | 773  | 100,0% |
| Összesen     | 773  | 100,0% |

## Látnivalók
- Szent György ortodox templom - a 19. században épült.